# Waleed Salem
Waleed Salem (en árabe: وليد سالم سليمان سرور الجابري‎; Emiratos Árabes Unidos, 28 de octubre de 1980) es un exfutbolista de los Emiratos Árabes Unidos que jugaba en la posición de guardameta.

## Carrera

### Club
| Periodo   | Club           |
| --------- | -------------- |
| 2001-2016 | Al-Ain FC      |
| 2017–2018 | Al Urooba Club |

### Selección nacional
Jugó para Emiratos Árabes Unidos en 35 ocasiones de 2002 a 2007, participó en dos ediciones de la Copa Asiática y en los Juegos Asiáticos de 2002.

## Logros
- UAE Pro League (6): 2001–02, 2002–03, 2003–04, 2011–12, 2012–13, 2014–15
- Copa Presidente de Emiratos Árabes Unidos (4): 2004–05, 2005–06, 2008–09, 2013–14
- Supercopa de los Emiratos Árabes Unidos (4): 2003, 2009, 2012, 2015
- Copa de Liga de los Emiratos Árabes Unidos (1): 2008-09
- Copa Federación de los Emiratos Árabes Unidos (2): 2004-05, 2005-06
- Liga de Campeones de la AFC (1): 2003
- Copa de Clubes Campeones del Golfo (1): 2001